# Энглман, Гленнон
Гле́ннон Э́двард Э́нглман (англ. Glennon Edward Engleman; 3 февраля 1928 — 3 марта 1999) —  наёмный убийца, дантист из Сент-Луиса. За 22 года совершил ради денег как минимум 7 убийств.
Энглман уже отбывал два пожизненных заключения в тюрьме в Миссури, когда признался в убийстве мужчины и его родителей в двух других отдельных наёмных убийствах.
Энглман был социопатом, однажды он заявил, что его талант заключался в возможности убивать без раскаяния, и ему нравилось планировать и осуществлять убийства, избавляться от останков и получать за это вознаграждение. Методы убийства его жертв включали стрельбу, забивание кувалдой и подрыв в машине.
Энглман умер в тюрьме от диабета в 1999 году. Точное количество его жертв неизвестно.
Корбин Бернсен сыграл Энглмана в фильме 1996 года «Дантист», основанном на истории его убийств.

## Молодость
Один из четырёх детей, Энглман получил диплом дантиста в университете Вашингтона, Сент-Луис, в 1954. Гленнон отслужил в ВВС США.

## Известные жертвы
1958 — Джеймс Баллок, 27 лет, клерк. Застрелен рядом с Музеем Искусств Сент-Луиса. Был женат на бывшей жене Энглмана Эдне Рут, которая получила после смерти Баллока 64000 долларов.
1963 — Эрик Фрей, компаньон по бизнесу Энглмана в гоночной дороге Пасифик, которой обладал дантист. Энглман ударил его камнем, столкнул в колодец и взорвал динамитом. Разделил страховку с вдовой Фрея.
1976 — Питер Халм. Застрелен в Пасифик, Миссури. Его жена, Кармэн Миранда Халм, бывший стажёр-ассистент дантиста, работавшая с Энглманом, заказала убийство, чтобы получить страховку.
1977 — Артур и Вернита Гасвел в их доме на ферме рядом с Эдуардсвиллом, Иллинойс. Артур застрелен, Вернита забита насмерть. Гленнон убил их сына Рональда в Восточном Сент-Луисе 17 месяцев спустя и его вдова Барбара смогла требовать миллионы по страховке жизни её мужа, единственного наследника нефтяного бизнеса его родителей. Барбара Гасвел Бойл позже была приговорена к 50 годам тюрьмы за убийство мужа.
1980 — Софи Мари Баррера, владелица зуботехнической лаборатории на юге Сент-Луиса. Убита взрывом в автомобиле. Энглман задолжал ей более 14000 долларов. Обвинён её сыном, Фредериком Баррера, в её убийстве.

## Семья
Энглман был дважды женат: на Эдне Рут и впоследствии на Рут Джолли, которая родила ему сына Дэвида Энглмана.